# Millennium 2.2
Millennium 2.2 is een videospel voor verschillende platforms. Het spel werd uitgebracht in 1989. Het spel is Engelstalig.

## Platforms
| Platform | Jaar |
| -------- | ---- |
| Amiga    | 1989 |
| Atari ST | 1989 |
| DOS      | 1989 |

## Ontwikkelteam
- Ontwerp: Ian Bird
- Programmering: Ian Bird
- Graphics: Jai Redman
- Muziek: David Whittaker

## Ontvangst
| Beoordeeld door                      | Platform | Datum          | Score |
| ------------------------------------ | -------- | -------------- | ----- |
| Zzap!                                | Amiga    | juli 1989      | 90%   |
| ST/Amiga Format                      | Atari ST | juni 1989      | 86%   |
| The One                              | Atari ST | maart 1989     | 85%   |
| CU Amiga                             | Amiga    | mei 1989       | 84%   |
| Retrogaming History                  | Amiga    | 12 april 2009  | 80%   |
| Amiga Computing                      | Amiga    | september 1989 | 72%   |
| Joker Verlag präsentiert: Sonderheft | Atari ST | 1993           | 69%   |
| Joker Verlag präsentiert: Sonderheft | Amiga    | 1993           | 69%   |
| Joker Verlag präsentiert: Sonderheft | DOS      | 1993           | 66%   |
| PC Games (Duitsland)                 | DOS      | oktober 1992   | 34%   |